# Боговарово
Богова́рово — село в России, на реке Ирдом (приток Вохмы, бассейн Волги), административный центр Октябрьского района Костромской области.
Село расположено в 470 км к северо-востоку от областного центра Костромы, в 17 километрах от посёлка Вохма.

## Транспорт
До ближайшей железнодорожной станции Малое Раменье (ведомственная линия, ответвляющаяся на Малое Раменье от железной дороги Кострома — Киров) — 37 километров.
Из Боговарово ведёт автомобильная дорога Боговарово — Вохма — Павино — Пыщуг — Шарья. По ней осуществляется автобусное сообщение. Ещё одна дорога идёт в сторону Котельнича.
В селе есть взлётно-посадочная полоса, способная принимать малые самолёты. Весной 2007 года была предпринята попытка возобновить функционирование местного авиамаршрута Кострома — Шарья — Боговарово (рейс существовал ранее, потом был отменён), выполняемого на самолётах Ан-2. На лето 2012 полёт осуществляется дважды в неделю — утром в пятницу (туда и сразу обратно) и утром в воскресенье (также туда и обратно). Время в полёте из Костромы до Боговарово составляет около двух часов, включая промежуточную посадку в Шарье, стоимость билета Кострома — Боговарово — 1250 руб (в один конец). Расписание авиарейсов печатается в местной газете. Стоимость перелёта Боговарово — Шарья 350 рублей. Полёт проходит на высоте 800—1200 м, мобильный телефон не прекращает работать во время перелёта.
По состоянию на начало 2013 года здание аэровокзала было разобрано и вывезено. На его месте стоит временное сооружение-вагончик.

## История
Годом основания села считается 1784 — год постройки первого деревянного храма. В 1860—1880 гг. на месте деревянного был построен каменный двухуровневый храм. Зимняя «тёплая» нижняя церковь освящена в честь праздника Покрова Пресвятой Богородицы, а верхняя «холодная» носит имя апостолов Петра и Павла. Первоначально село называлось Покровское-Боговарово, затем название было сокращено до Боговарово.
По легенде название связано с происшествием во время строительства храма Петра и Павла — в котёл с кипящей водой уронили икону.
В XIX веке в селе активно развивались ремёсла — кожевенное, ткацкое, гончарное. В 1945 г. село стало районным центром.

## Население
| 1959 | 1970  | 1979  | 1989  | 2002  | 2008  | 2010  | 2014  |
| ---- | ----- | ----- | ----- | ----- | ----- | ----- | ----- |
| 1391 | ↗1783 | ↗2462 | ↗2640 | ↘2388 | ↗2505 | ↘2227 | ↗2450 |

## Русская православная церковь
В XX веке у боговаровцев появилась своя святая — преподобная Анимаиса Острецовская, покровительница земли Боговаровской. Она родилась в соседней деревне Кокоулинцы Октябрьского района.

## Экономика
Лесхоз, предприятие глубокой переработки древесины (лесопилка), маслодельный завод, другие предприятия. Среди продукции маслодельного завода следует отметить сладкосливочное масло, выпускаемое под маркой «Боговарово». Масло поставляется на рынок области (в частности, в розничные сети магазинов областного центра), в столицу и в соседние области (Ивановская, Кировская, Нижегородская, Вологодская).

## СМИ

### Пресса
Общественно-политическая газета «Колос»

## Достопримечательности
Каменный храм св. Петра и Павла (1880 г.)
Недостроенный храм, который строили к 300-летию дома Романовых в конце XIX века, так и не был закончен, с приходом к власти большевиков стал зернохранилищем, потом — мастерской сельхозтехники, и в конце концов — продмагом, сейчас — универсам.